# Городище біля Хрущової Микитівки

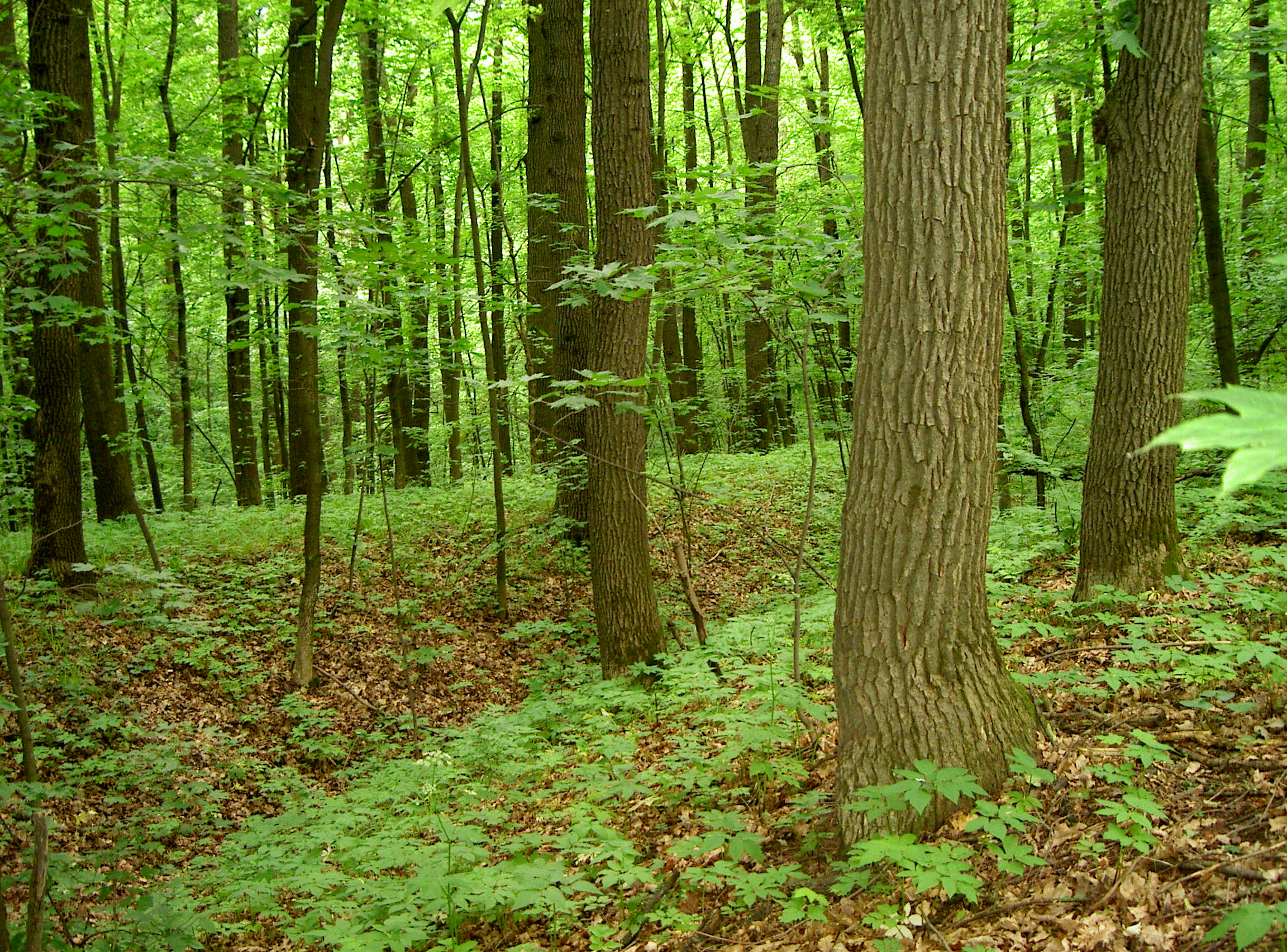
Городище біля с. Хрущова Микитівка

Городище біля с. Хрущова Микитівка — пам'ятка археології національного значення, охоронний № 200016-Н, взятий під охорону держави Постановою КМУ № 928 від 03.09.2009.

## Датування
Середина V—IV ст. до н. е.

## Площа
Площа поселення — ≈4,5 га.

## Розташування
Городище розміщується на плато правого берега р. Мерчик у верхів'ях безіменного яру зі струмком, що виходить до заплави правого берега р. Мерчик (права притока р. Мерла) та оточене глибокими ярами із крутими схилами, за 1,0 км на захід від західної околиці с. Хрущова Микитівка, Краснокутського району Харківської області.

## Історія дослідження
Вперше пам'ятку згадує  і розміщує на своїй карті  Дмитро Багалій, який повідомляє про наявність ворітного проїзду зі східного боку захисних споруд. У 1930 р. дані про неї містяться в записках Всеукраїнського археологічного комітету. У 1961 р. пам'ятка була включена Іваном Ляпушкіним до загального переліку пам'яток епохи залізної на території Дніпровського лісостепового Лівобережжя. У 1976 р. огляд та шурфування городища здійснила Лісостепова скіфська експедиція Донецького державного університету на чолі з А. О. Моруженко. Розкопки на пам'ятці не проводилися.

## Опис
В результаті шурфування, з'ясувалося, що культурний шар на городищі має потужність 40-60 см. В ньому виявлені уламки ліпного керамічного посуду пізнього етапу скіфської культури V—IV ст. до н. е., окрім  того, тут знайдені шматки глиняної перепеченої обмазки та шматки рваного кварциту.
Рештки захисних споруд являють собою ґрунтовий вал, що заплив та замив рів. Сучасні візуальні параметри валу: висота — до 2,5 м, ширина — до 10 м; глибина рову з напільного боку — 0,5–1,5 м.